# Орлинс (Онтарио)

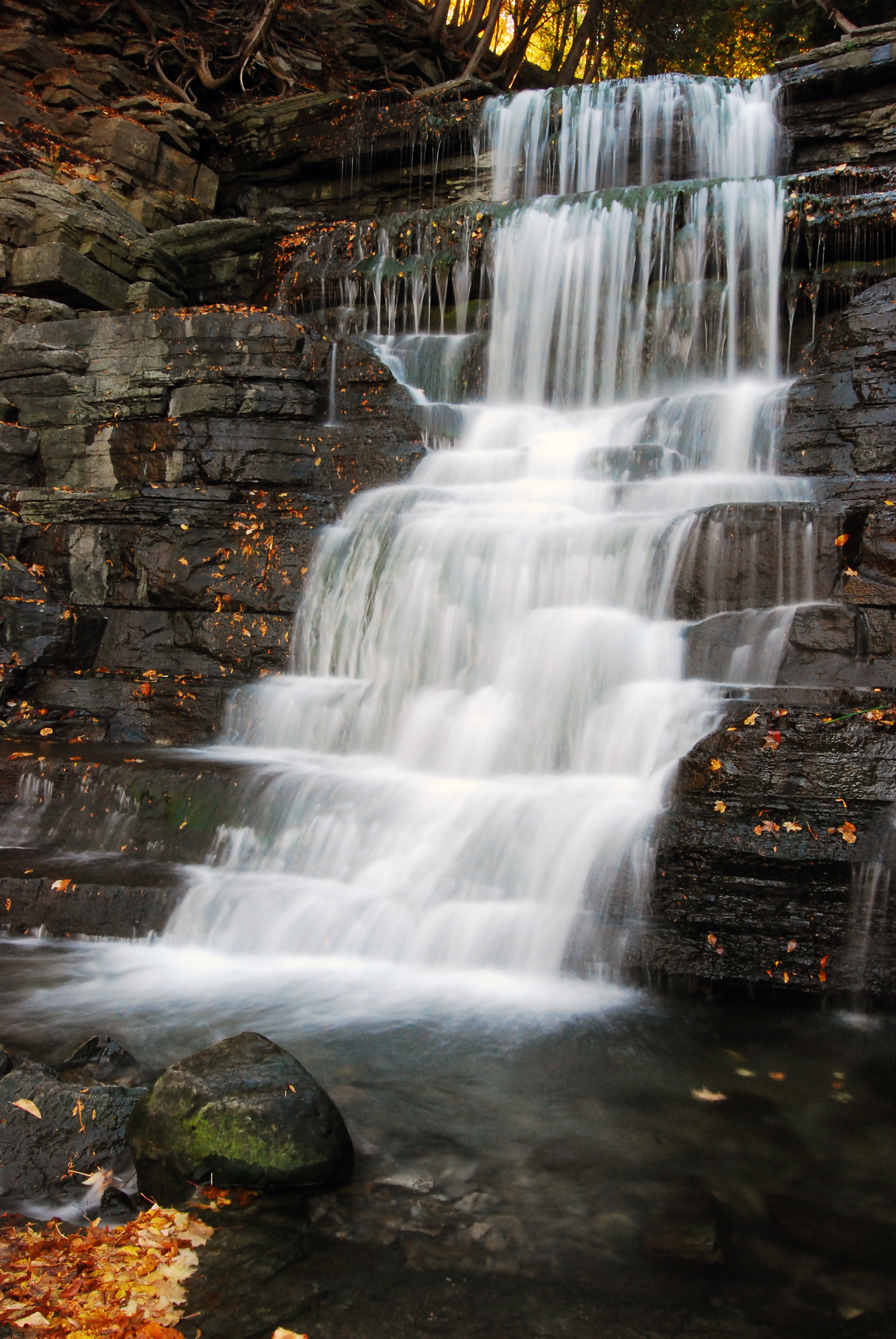
Водопад принцессы Луизы

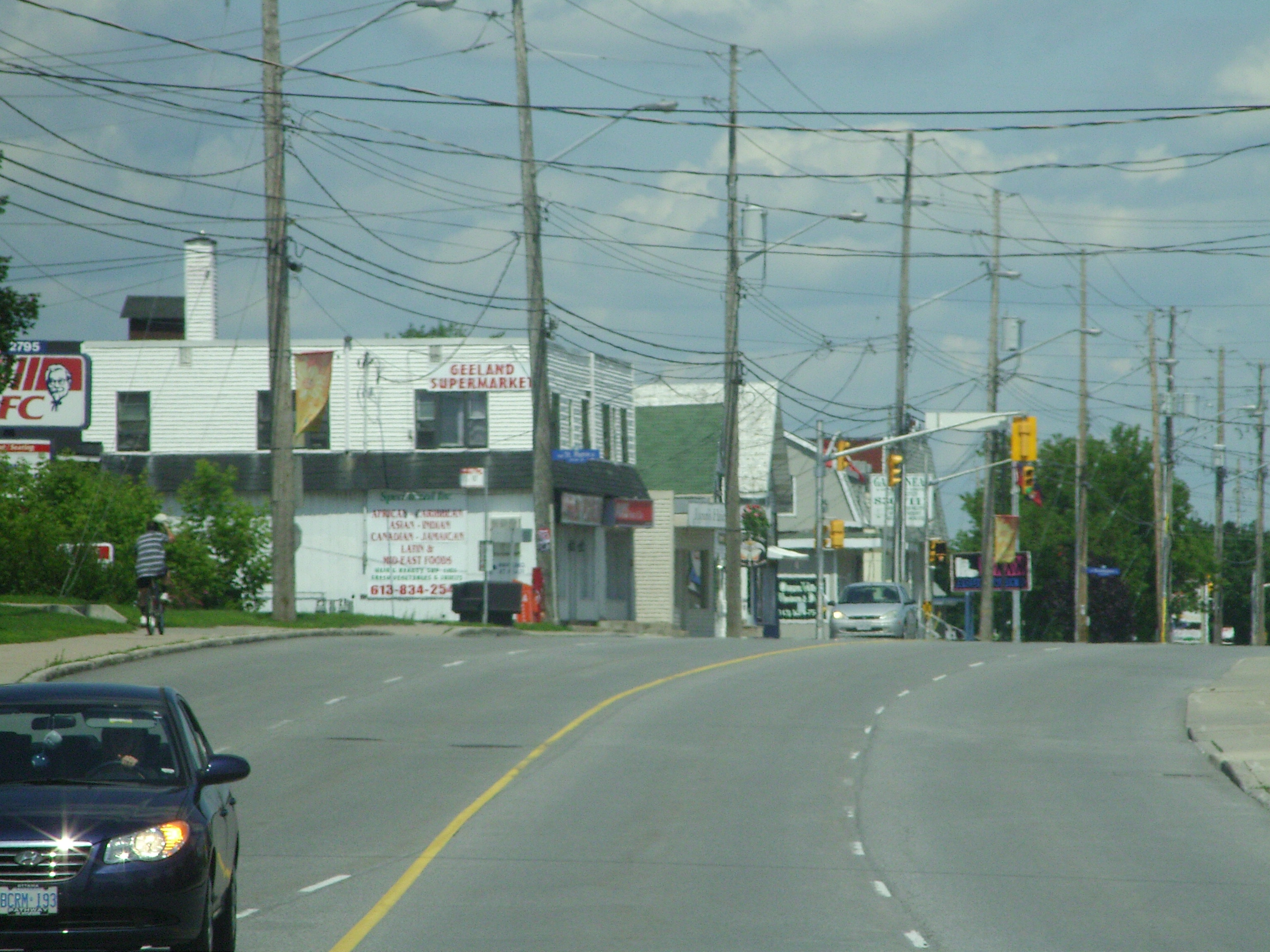
Бульвар Сен-Жозеф

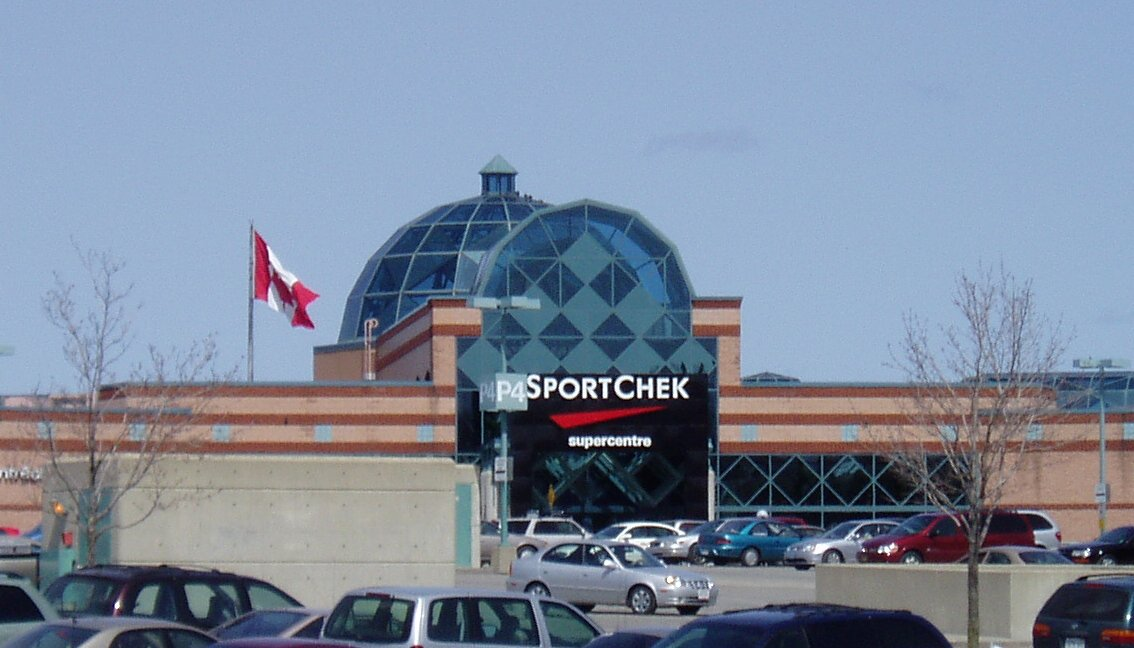
Торговый центр Place D’Orléans

Орлинс, исторически Орлеан (англ. Orleans, ɔrˈliːnz, фр. Orléans, ɔʁleɑ̃) — пригород города Оттава. С 2001 г. административно входит в состав Оттавы, однако автобусы OC Transpo, идущие в Орлинс из Оттавы, примерно до 2015 г. считались пригородными маршрутами с соответствующими тарифами. Расположен на крайнем востоке Оттавы (отделён лесной зоной) вдоль реки Оттава, примерно в 16 км от центра города. Согласно переписи 2006 г. население Орлинса составляло 95491 человек.
Название Орлинсу дал его основатель, Теодор Бессерер, в честь своего родного острова Орлеан близ города Квебек. С 1922 по 1974 г. Орлинс имел статус полицейского поселения и носил название Сен-Жозеф-д’Орлеан.
Население Орлинса исторически было в основном франкоязычным, однако доля англоканадцев неуклонно растёт, особенно в связи с интенсивной застройкой, развернувшейся после его административного присоединения к Оттаве.